# 남위 11도
남위 11도는 적도에서 남쪽으로 11도 떨어진 위선이다. 남태평양, 남아메리카, 대서양, 아프리카, 인도양, 오스트랄라시아를 통과한다.

## 지나가는 지역
남위 11도는 본초 자오선으로부터 동쪽으로 다음과 같은 지역을 통과한다.
| 좌표                                                    | 국가, 지역, 해역 | 비고 |
| ------------------------------------------------------- | ---------------- | --- |
| 남위 11° 0′ 동경 0° 0′  / 남위 11.000° 동경 0.000°      | 대서양           | |
| 남위 11° 0′ 동경 13° 52′  / 남위 11.000° 동경 13.867°   | 앙골라           | |
| 남위 11° 0′ 동경 22° 12′  / 남위 11.000° 동경 22.200°   | 콩고 민주 공화국 | |
| 남위 11° 0′ 동경 23° 20′  / 남위 11.000° 동경 23.333°   | 앙골라           | |
| 남위 11° 0′ 동경 23° 38′  / 남위 11.000° 동경 23.633°   | 콩고 민주 공화국 | 약 8km                                                                                                   |
| 남위 11° 0′ 동경 23° 43′  / 남위 11.000° 동경 23.717°   | 앙골라           | 약 5km                                                                                                   |
| 남위 11° 0′ 동경 23° 46′  / 남위 11.000° 동경 23.767°   | 콩고 민주 공화국 | 약 13km                                                                                                  |
| 남위 11° 0′ 동경 23° 53′  / 남위 11.000° 동경 23.883°   | 앙골라           | 약 15km                                                                                                  |
| 남위 11° 0′ 동경 24° 1′  / 남위 11.000° 동경 24.017°    | 잠비아           | 약 13km                                                                                                  |
| 남위 11° 0′ 동경 24° 8′  / 남위 11.000° 동경 24.133°    | 콩고 민주 공화국 | |
| 남위 11° 0′ 동경 28° 30′  / 남위 11.000° 동경 28.500°   | 잠비아           | |
| 남위 11° 0′ 동경 33° 18′  / 남위 11.000° 동경 33.300°   | 말라위           | |
| 남위 11° 0′ 동경 34° 13′  / 남위 11.000° 동경 34.217°   | 말라위호         | |
| 남위 11° 0′ 동경 34° 36′  / 남위 11.000° 동경 34.600°   | 탄자니아         | |
| 남위 11° 0′ 동경 39° 30′  / 남위 11.000° 동경 39.500°   | 모잠비크         | |
| 남위 11° 0′ 동경 40° 30′  / 남위 11.000° 동경 40.500°   | 인도양           | |
| 남위 11° 0′ 동경 122° 51′  / 남위 11.000° 동경 122.850° | 인도네시아       | 로테섬의 남쪽의 다나섬을 통과                                                                            |
| 남위 11° 0′ 동경 122° 52′  / 남위 11.000° 동경 122.867° | 티모르해         | 오스트레일리아 코벅 반도와 멜빌섬의 북쪽을 통과                                                          |
| 남위 11° 0′ 동경 132° 33′  / 남위 11.000° 동경 132.550° | 오스트레일리아   | 노던 준주의 크로커 섬                                                                                    |
| 남위 11° 0′ 동경 132° 34′  / 남위 11.000° 동경 132.567° | 아라푸라해       | 오스트레일리아 위셀섬의 북쪽을 통과                                                                      |
| 남위 11° 0′ 동경 142° 8′  / 남위 11.000° 동경 142.133°  | 오스트레일리아   | 퀸즐랜드주 케이프요크반도                                                                                |
| 남위 11° 0′ 동경 142° 44′  / 남위 11.000° 동경 142.733° | 산호해           | 파푸아뉴기니 루이지아드 제도 사이를 통과                                                                 |
| 남위 11° 0′ 동경 152° 30′  / 남위 11.000° 동경 152.500° | 솔로몬해         | 솔로몬 제도 렌넬섬의 북쪽을 통과                                                                         |
| 남위 11° 0′ 동경 162° 6′  / 남위 11.000° 동경 162.100°  | 산호해           | 솔로몬 제도 마키라섬의 남쪽을 통과 솔로몬 제도 넨도섬의 남쪽을 통과 솔로몬 제도 우투푸아섬의 북쪽을 통과 |
| 남위 11° 0′ 동경 167° 26′  / 남위 11.000° 동경 167.433° | 태평양           | 아메리칸사모아 스웨인섬( 토켈라우가 영유권을 주장) 북쪽을 통과 쿡 제도 푸카푸카섬 남쪽을 통과            |
| 남위 11° 0′ 서경 77° 40′  / 남위 11.000° 서경 77.667°   | 페루             | |
| 남위 11° 0′ 서경 70° 27′  / 남위 11.000° 서경 70.450°   | 브라질           | 아크리주                                                                                                 |
| 남위 11° 0′ 서경 70° 6′  / 남위 11.000° 서경 70.100°    | 페루             | |
| 남위 11° 0′ 서경 69° 32′  / 남위 11.000° 서경 69.533°   | 볼리비아         | |
| 남위 11° 0′ 서경 68° 59′  / 남위 11.000° 서경 68.983°   | 브라질           | 아크리주                                                                                                 |
| 남위 11° 0′ 서경 68° 50′  / 남위 11.000° 서경 68.833°   | 볼리비아         | |
| 남위 11° 0′ 서경 68° 47′  / 남위 11.000° 서경 68.783°   | 브라질           | 아크리주 - 15km 지점                                                                                     |
| 남위 11° 0′ 서경 68° 19′  / 남위 11.000° 서경 68.317°   | 볼리비아         | |
| 남위 11° 0′ 서경 65° 18′  / 남위 11.000° 서경 65.300°   | 브라질           | 혼도니아주 마투그로스주 토칸칭스주 바이아주 세르지피주                                                   |
| 남위 11° 0′ 서경 37° 3′  / 남위 11.000° 서경 37.050°    | 대서양           | |

## 같이 보기
- 남위 10도
- 남위 12도